# کوهسالار سفلی
کوهسالار سفلی، روستایی در دهستان بروانان مرکزی بخش مرکزی شهرستان ترکمانچای در استان آذربایجان شرقی ایران است.

## جمعیت
بر پایه سرشماری عمومی نفوس و مسکن در سال ۱۳۹۵، جمعیت این روستا برابر با ۹۲ نفر (۳۵ خانوار) بوده است.